# Felice Bonetto
Pour les articles homonymes, voir Bonetto.
Felice Bonetto, né le 9 juin 1903 à Brescia en Lombardie, et mort le 21 novembre 1953 à Silao (Mexique), est un pilote automobile italien. ll a pris part, malgré son âge élevé (47 ans), au premier championnat du monde de Formule 1 et a disputé 15 Grands Prix, avant de trouver la mort, au volant d'une Lancia, dans un accident lors de la Carrera Panamericana, en 1953.

## Résultats en championnat du monde de Formule 1
| Saison | Écurie                    | Châssis          | Moteur                        | Pneus   | GP disputés | Points inscrits | Classement |
| ------ | ------------------------- | ---------------- | ----------------------------- | ------- | ----------- | --------------- | ---------- |
| 1950   | Scuderia Milano           | Maserati 4CLT/50 | Maserati 4 en ligne compressé | Pirelli | 2           | 2               | 19e        |
| 1951   | SA Alfa Romeo             | 159              | Alfa 4 en ligne compressé     | Pirelli | 4           | 7               | 8e         |
| 1952   | Officine Alfieri Maserati | A6GCM            | Maserati 6 en ligne           | Pirelli | 2           | 2               | 16e        |
| 1953   | Officine Alfieri Maserati | A6GCM            | Maserati 6 en ligne           | Pirelli | 7           | 6,5             | 9e         |

## Résultats aux 24 heures du Mans
| Année | Châssis      | Écurie             | Coéquipier      | Résultat |
| ----- | ------------ | ------------------ | --------------- | -------- |
| 1952  | Lancia       | Automobiles Lancia | Enrico Anselmi  | 8e       |
| 1953  | Lancia D20 C | Scuderia Lancia    | Luigi Valenzano | Abandon  |